# Flaga Skwierzyny
Flaga Skwierzyny – jeden z symboli miasta Skwierzyna oraz gminy Skwierzyna w postaci flagi, obowiązujący od 13 czerwca 2013.

## Wygląd i symbolika
Flagą Gminy Skwierzyna jest prostokątny płat tkaniny o proporcjach boków jak 5:8 składający się z 3 poziomych, równoległych pasów tej samej szerokości, z których górny jest koloru złotego, środkowy koloru niebieskiego i dolny koloru srebrnego. Przy umieszczaniu barw flagi w układzie pionowym kolor złoty (żółty) umieszcza się po lewej stronie płaszczyzny oglądanej z przodu.

## Historia
barwy miasta i |gminy Skwierzyna zostały zrekonstruowane w XIX wieku i wynikają bezpośrednio z barw herbowych, tj. żółto-niebiesko-białych (złoto-błękitno-srebrne). 4 sierpnia 1990 r. flaga Skwierzyny zawisła na maszcie przed ratuszem miejskim.